# Táumacos

Mapa con algunas de las principales ciudades de la antigua Tesalia y zonas adyacentes. Táumacos estaba situada al noroeste de Melitea.

Táumacos (en griego, Θαυμακός) es el nombre de una antigua ciudad griega de Tesalia, en el distrito de Ftiótide.
Tito Livio señala la buena situación estratégica de la ciudad, situada en alto, protegida por rocas cortantes que la rodeaban. Comenta que dominaba un desfiladero de acceso a Tesalia llamado Cele y menciona que el significado de su nombre proviene de que, al llegar a la ciudad, la vista que ofrece de la llanura Tesalia es maravillosa. En el año 199 a. C. Filipo V de Macedonia cercó la ciudad de Táumacos pero, cuando estaba a punto de iniciar un ataque definitivo tuvo que desistir debido a la llegada de los etolios y se retiró.
En el año 191 a. C., durante la guerra contra Antíoco III el Grande, el cónsul romano Manio Atilio, en su avance por territorio tesalio, después de capturar la ciudad de Proerna se acercó al desfiladero sobre el que se encuentra Táumacos. Los jóvenes de Táumacos se armaron, salieron de la ciudad y realizaban ataques contra los romanos desde los terrenos más elevados. Los romanos, tras intentar hablarles a distancia para que cesaran los ataques sin resultado, los rodearon y cortaron su retirada hacia la ciudad, y esta fue ocupada ante la ausencia de defensores, mientras los jóvenes que habían hostigado las tropas romanas fueron masacrados. Al día siguiente, los romanos se dirigieron desde Táumacos al río Esperqueo y asolaron los campos de los hipateos.
Se localiza en la actual población de Domokos, que posee un castillo medieval que está edificado sobre la antigua acrópolis.